# Prophet-Elija-Kirche (Scharkent)

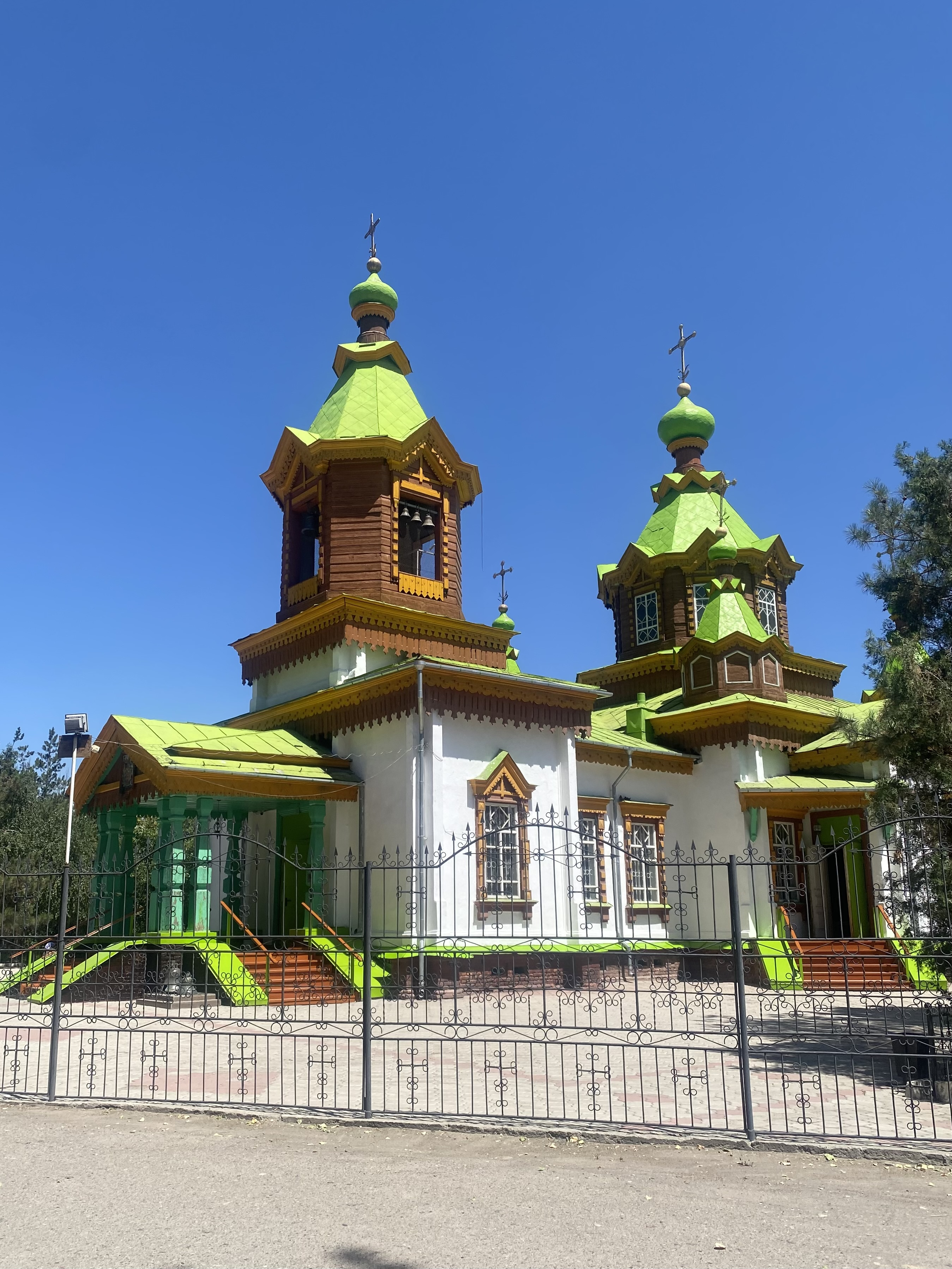
Prophet-Elija-Kirche in Scharkent

Die Kirche zu Ehren des Propheten Elija (russisch Храм во имя Пророка Божия Илии) ist ein russisch-orthodoxes Kirchengebäude in der kasachischen Stadt Scharkent. Die 1892 erbaute Holzkirche gehört zur Eparchie Astana und Almaty.

## Geschichte
Bereits wenige Monate nach der Gründung von Scharkent 1882 wurde von den ansässigen Kosaken die Frage nach dem Bau einer Kirche im Ort aufgeworfen. Unterstützt in ihrem Bestreben wurden sie dabei von Pawel Belojarow, einem Geistlichen aus Gulja. Belojarow selbst steuerte mehrere Tausend Rubel für den Bau bei, auch ein Geschäftsmann spendete Geld. Da diese Spenden aber nicht ausreichten, verzögerte sich der Bau der Kirche. Nachdem 1887 bereits mit dem Bau der Mosche von Scharkent begonnen wurde, begannen auch die Bauarbeiten für die russisch-orthodoxe Kirche. Nach rund fünf Jahren Bauzeit wurde das Bauwerk 1892 fertiggestellt. Am 22. Dezember 1900 wurde sie geweiht.
Mit der Machtergreifung der Bolschewiki waren religiöse Aktivitäten zunehmend der staatlichen Verfolgung ausgesetzt, viele Gotteshäuser wurde geschlossen. 1918 wurde der Priester zusammen mit 14 anderen Stadtbewohnern auf dem Friedhof von Scharkent von Soldaten der Roten Armee hingerichtet. Das Gebäude wurde dann zuerst als Getreidelager, dann als Sporthalle einer örtlichen pädagogischen Schule genutzt. Über die Jahre verfiel das Gebäude zunehmend. 1991 wurde das Gebäude wieder an die russisch-orthodoxe Kirche zurückgegeben. Sie wurde am 26. Juli 1994 vom Erzbischof von Almaty und Semipalatinsk erneut geweiht. In den folgenden Jahren wurde sie restauriert.

## Beschreibung
Das Gebäude besteht aus dem Holz der Tien-Shan-Fichte auf einem Fundament aus Kalkstein. Die Außen- und Innenwände sind verputzt. Der Grundriss entspricht der Form eines Kreuzes. Auf dem Dach befindet sich eine größere Hauptkuppel, die von vier kleineren Kuppeln an den Ecken des Bauwerks umgeben ist. An der Westseite ist ein Glockenturm angebaut. Auf den insgesamt fünf Kuppel und dem Glockenturm befinden sich Kreuze aus vergoldetem Eisen. In der Kirche befinden sich die Reliquien des heiligen Märtyrers Wassili, des Priesters von Scharkent, der 1918 zusammen mit 14 anderen Menschen erschossen wurde.